# Col de la Traversette
Col de la Traversette (francouzsky) nebo Colle delle Traversette (italsky) je průsmyk v Kottických Alpách, jímž prochází státní hranice mezi Francií a Itálií. Sedlo kulminuje v nadmořské výšce 2914 m, obvykle se však uvádí výška 2947 m, v níž byl při cestě postaven starý rozcestník. Po stranách průsmyku se tyčí hory Monte Granato a Monte Viso. Nachází se zde rozvodí mezi řekami Pád a Durance. Col de la Traversette patří do národní přírodní rezervace Ristolas - Mont-Viso.
Cesta přes průsmyk z Abriès do Crissola patří do sítě Via Alpina. V roce 1480 byl ve výšce 2882 metrů vybudován tunel pro pěší dlouhý 75 m, usnadňující přechod průsmyku. Tunel je dosud průchozí a v letních měsících se otevírá pro turisty. V blízkosti průsmyku se nacházejí trosky pevnosti Fort de la Redoute Ruinée, která byla součástí Maginotovy linie a bojovalo se o ni také v dubnu 1945.
Průsmyk bývá v historické literatuře uváděn jako jedno z míst, kde mohl Hannibal při svém tažení roku 218 př. n. l. překročit Alpy. Tuto domněnku posílil v roce 2016 nález velkého množství zvířecího trusu v sedimentech nedalekého jezírka.